# Allodontichthys hubbsi
El mexclapique de Tuxpan (Allodontichthys hubbsi) es una especie de pez perteneciente a la familia Goodeidae.

## Descripción
Es un pez de la familia Goodeidae del orden Cyprinodontiformes. Es un pez pequeño de cuerpo alargado y cilíndrico anteriormente, lateralmente comprimido en su parte posterior; la aleta dorsal se origina en la región anterior a la mitad del cuerpo. Su coloración no es muy brillante; presentan una barra lateral oscura, algunas manchas en forma de media luna de color oscuro a lo largo de los costados superiores (más conspicuas en los machos) y una prominente mancha escapularia oscura en forma de media luna en la base de la aleta pectoral. Este pez alcanza una talla máxima de 61 mm de longitud patrón. Por su dentición e intestino corto se ha sugerido que pueda llevar una dieta carnívora, alimentándose de insectos como otras especies de su género. Es un pez vivíparo, en cautiverio alcanza la madurez sexual en las tallas de 25-55 mm de longitud patrón y tiene camadas de hasta 20 crías que pueden medir entre 6 y 8 mm de longitud patrón.

## Distribución
Es una especie endémica de los ríos Tuxpan y tributarios de la parte alta de la cuenca del río Coahuayana, en el estado de Jalisco.

## Ambiente
Habita en el fondo de ríos a una profundidad máxima de 2.5 m, es común encontrarlos entre y bajo las rocas, en áreas de corriente y de rápidos.

## Estado de conservación
Las poblaciones del mexclapique de Tuxpan parecen estar declinando. Estudios indican que esta especie permanece únicamente en el 33% de las localidades con reportes históricos. Este pez endémico se encuentra enlistado en la Norma Oficial Mexicana 059 (NOM-059-SEMARNAT-2010) como especie en Peligro de Extinción (P); aún no ha sido evaluado por la Unión Internacional para la Conservación de la Naturaleza (UICN), por lo que no se encuentra en la Lista Roja.